# Ecnomina foramen
Ecnomina foramen là một loài Trichoptera trong họ Ecnomidae. Chúng phân bố ở miền Australasia.